# Xã Doyle, Michigan
Xã Doyle (tiếng Anh: Doyle Township) là một xã thuộc quận Schoolcraft, tiểu bang Michigan, Hoa Kỳ. Năm 2010, dân số của xã này là 624 người.